# Camporgiano
Camporgiano ist eine italienische Gemeinde in der Provinz Lucca in der Toskana mit 2005 Einwohnern (Stand 31. Dezember 2023).

## Geografie

Lage der Gemeinde Camporgiano in der Provinz Lucca

Der Ort liegt im oberen Serchiotal in der Garfagnana etwa 38 km nordwestlich der Provinzhauptstadt Lucca und rund 85 km nordwestlich der Regionalhauptstadt Florenz in der klimatischen Einordnung italienischer Gemeinden in der Zone E, 2 633 GG. Ein wichtiges Gewässer im Gemeindegebiet ist der Torrente Edron (5 von 8 km im Gemeindegebiet), der zwischen Camporgiano und Poggio dem Serchio (6 von 106 km im Gemeindegebiet) zufließt. Die Kirchen der Gemeinde liegen im Erzbistum Lucca.
Zu den Ortsteilen (Frazioni) gehören Casatico (717 m, ca. 150 Einwohner), Casciana (644 m, ca. 200 Einwohner), Cascianella (615 m, ca. 20 Einwohner), Filicaia (361 m, ca. 430 Einwohner), Poggio (451 m, ca. 320 Einwohner), Puglianella (652 m, ca. 100 Einwohner), Roccalberti (535 m, ca. 40 Einwohner), Sillicano (607 m, ca. 130 Einwohner) und Vitoio (644 m, ca. 80 Einwohner). Der Hauptort Camporgiano hat ca. 580 Einwohner.
Die Nachbargemeinden sind Careggine, Castelnuovo di Garfagnana, Minucciano, Piazza al Serchio, Pieve Fosciana, San Romano in Garfagnana und Vagli Sotto.

## Geschichte
Eine Festung aus dem 14. Jahrhundert zeugt von Auseinandersetzungen um den Besitz der oberen Garfagnana zwischen Lucca und seinen Nachbarstaaten.

## Sehenswürdigkeiten

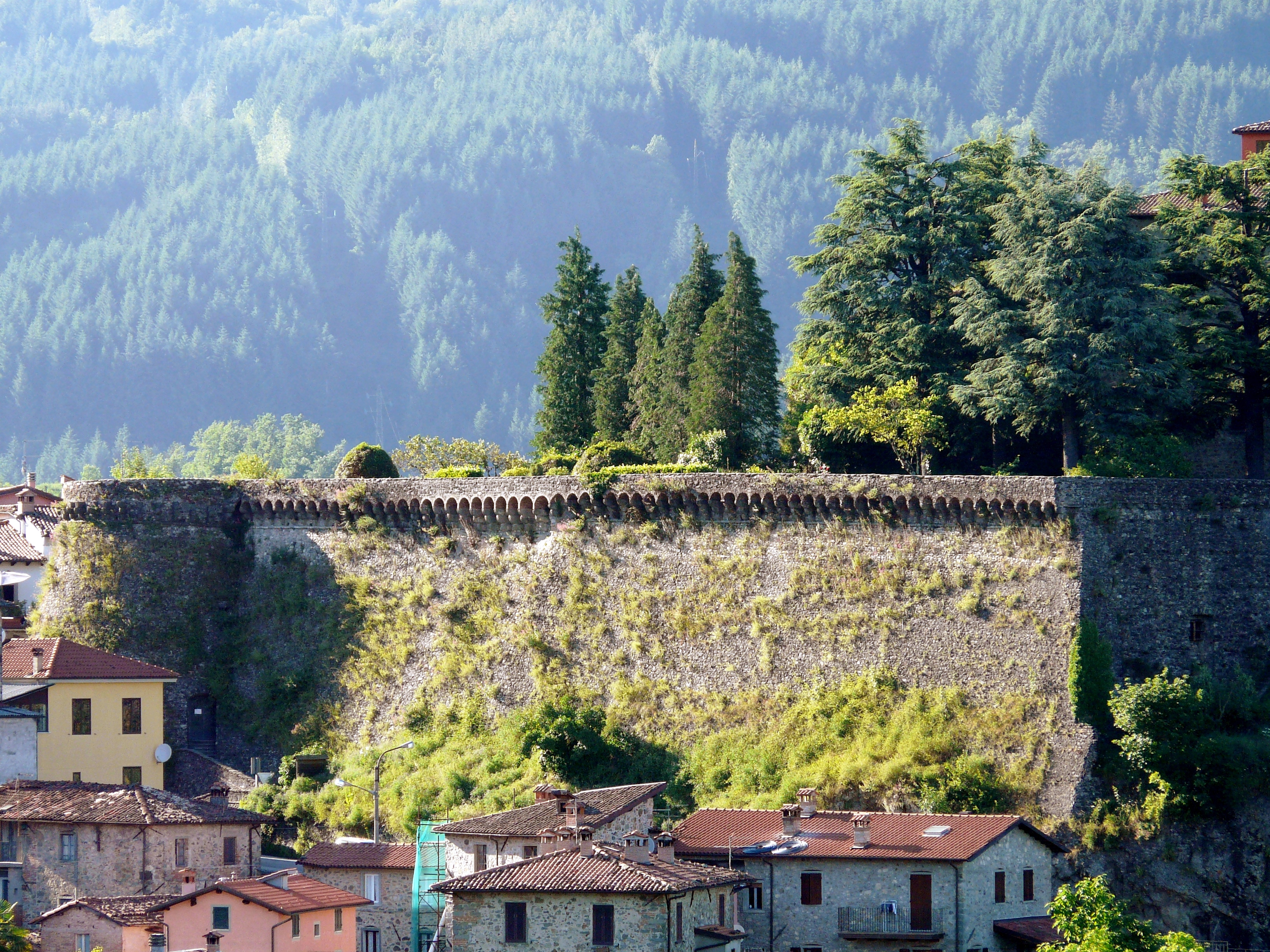
Die Festung Fortezza di Camporgiano im Ortskern

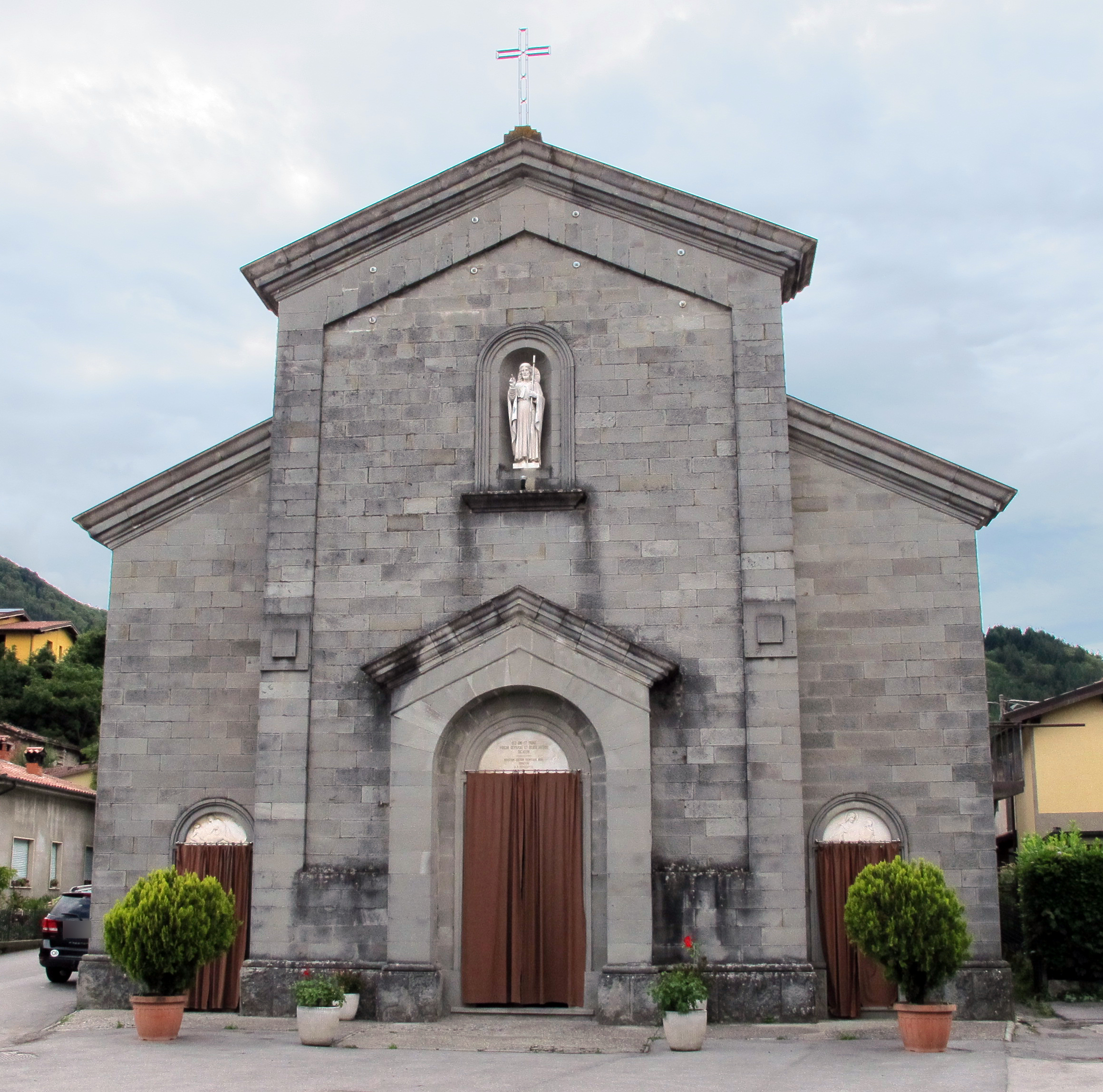
Die Kirche San Jacopo im Ortskern

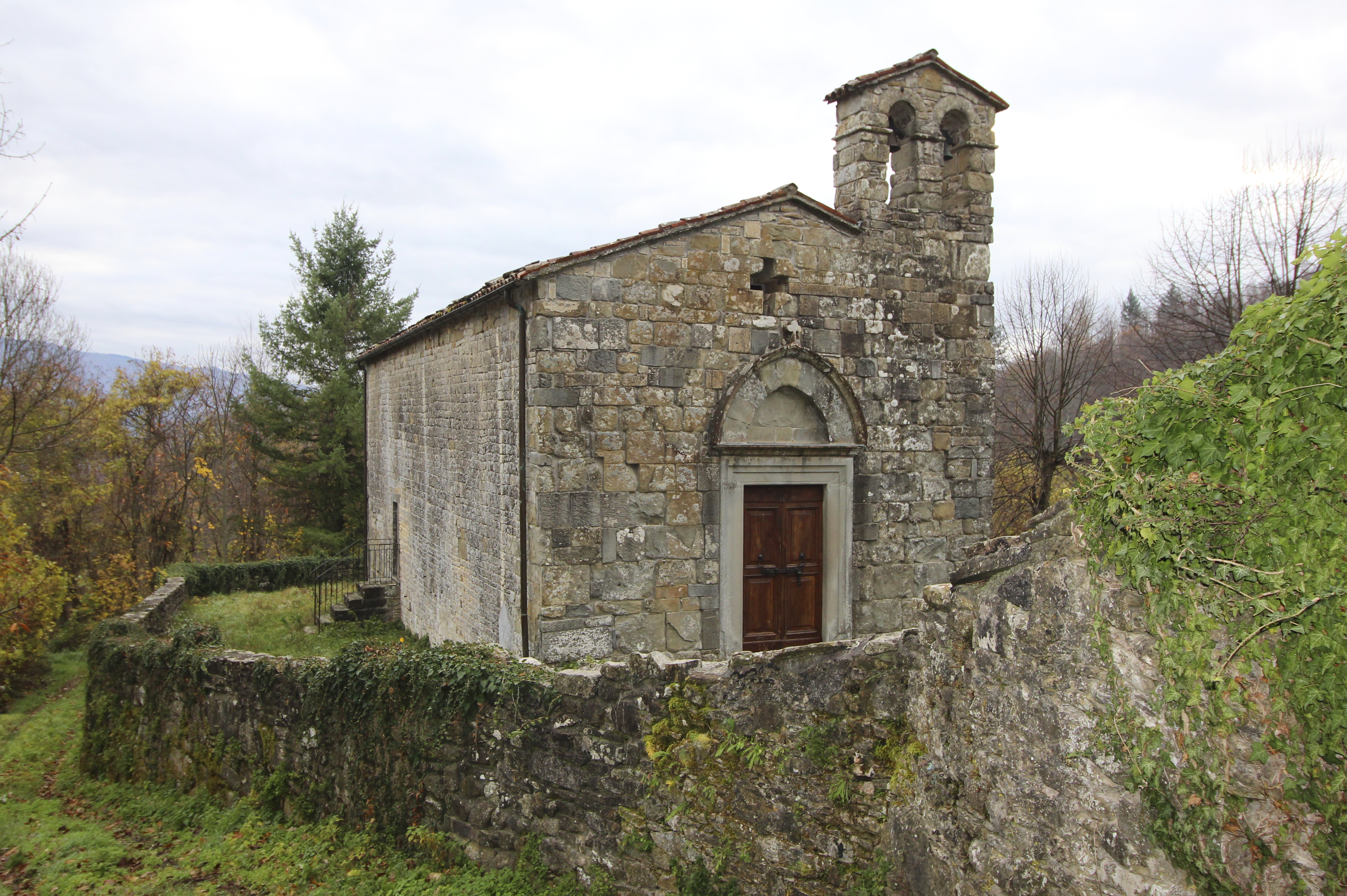
Die Kirche San Biagio bei Poggio (La Villa)

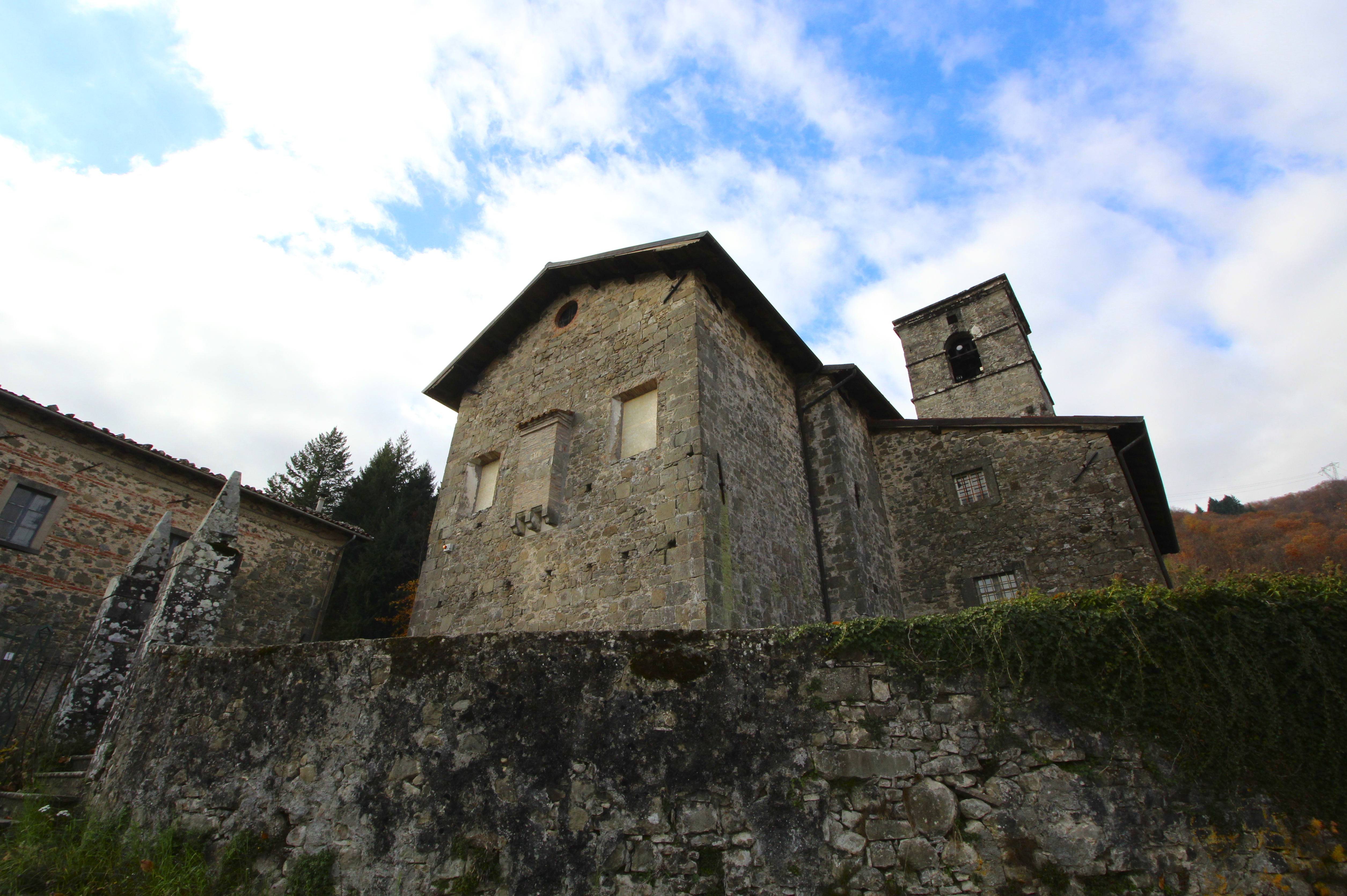
Die Kirche Santa Maria Assunta in Vitoio

- Fortezza di Camporgiano, Burg im Ortskern aus dem 14. Jahrhundert.[6]
- Chiesa di San Jacopo, Kirche im Ortskern. Wurde 1838 restauriert und vergrößert.[7]
- Chiesa di San Tommaso Apostolo, Kirche in Casciana. Entstand, nachdem die ältere Kirche mit Taufbüchern von 1565 im Jahr 1920 von einem Erdbeben zerstört wurde.[8]
- Chiesa dei Santi Pellegrino e Felicita, Kirche in Cascianella.
- Chiesa di San Rocco, Kirche im Ortsteil Filicaia. Wurde 1168 in einem Schriftstück von Papst Alexander III. erwähnt.[9]
- Chiesa di Santa Maria Assunta, Kirche im Ortsteil Poggio, wurde von Paolo Bertoli geweiht.[10]
- Chiesa di San Biagio, Kirche im Ortsteil Poggio, località La Villa, entstand im 12. Jahrhundert als Santa Maria di Rogiana.[11]
- Chiesa di Santa Maria Assunta, Kirche im Ortsteil Puglianella, 16. Jahrhundert.[7]
- Chiesa di Santo Stefano Protomartire, Kirche in Roccalberti. Wurde 1846 erweitert.[12]
- Chiesa di San Nicolao vescovo, Kirche in Sillicano. Wurde 1168 dokumentiert.[13]
- Chiesa di Santa Maria Assunta, Kirche im Ortsteil Vitoio, die 796 entstand und im 18. Jahrhundert erweitert wurde.[14]

## Persönlichkeiten
- Pellegrino Bertacchi (1567–1627), Bischof von Modena
- Paolo Bertoli (1908–2001), päpstlicher Diplomat und Kurienkardinal der römisch-katholischen Kirche, geboren im Ortsteil Poggio.

## Verkehr
Verkehrsmäßig wird Camporgiano vor allem durch die Regionalstraße 445 erschlossen, außerdem durch die Bahnstrecke Aulla Lunigiana–Lucca, an der der Ort mit den Haltestellen Camporgiano und Poggio-Careggine-Vagli (Ortsteil Poggio) liegt.